# Désobéissance (chanson)
Pour les articles homonymes, voir Désobéissance.
Singles de Mylène Farmer
Sentimentale
(2018) Des Larmes
(2019)
Désobéissance est une chanson de Mylène Farmer, sortie en single le 5 octobre 2018 en version digitale et le 3 mai 2019 en version physique, en tant que quatrième extrait de l'album Désobéissance. 
Sur une musique pop composée par Léon Deutschmann, un jeune musicien âgé de 21 ans, Mylène Farmer écrit un texte dans lequel elle évoque notamment son parcours et reconnaît aimer être « hors du cadre ».
Le clip, réalisé par Bruno Aveillan, présente la chanteuse dans une serre abandonnée, de nuit, évoluant au milieu de mauvaises herbes qui semblent prendre vie une fois la nuit tombée.
Tout comme les singles précédents, Rolling Stone et N'oublie pas, le titre se classe à la première place des ventes en France. 

## Contexte et écriture
En janvier 2018, Mylène Farmer sort par surprise le titre Rolling Stone composé par Feder, suivi au mois de juin par N'oublie pas, un duo avec LP. Ces deux chansons se classent no 1 des ventes et annoncent l'album Désobéissance.
Sorti le 28 septembre 2018, cet album est certifié disque de platine en seulement huit jours, réalisant le meilleur démarrage pour un artiste depuis deux ans.
Après le single promotionnel Sentimentale, c'est le titre Désobéissance qui est choisi comme nouvel extrait.
Présenté comme « le morceau le plus streamé et téléchargé » de l'album, ce titre pop est composé par Léon Deutschmann, un jeune musicien âgé de 21 ans, et produit par Kimotion.
Dans ce texte, Mylène Farmer évoque son parcours et reconnaît aimer être « hors du cadre » (« J'ai voulu celle que je suis, un brin sauvage », « Désobéissance, à l'audace je fais le serment »).
Elle confirmera en interview : « Je pense désobéir, dans le fond, depuis longtemps. Fuir tous les diktats. Je m'ennuie facilement. Je m'ennuie aussi de moi-même, en toute humilité. Mais c'est vrai que l'uniformité de gens m'ennuie énormément, et que j'ai besoin de crier ma différence. »

## Sortie et accueil critique
Diffusé en radio à partir du 5 octobre 2018, le single sort en Maxi CD et en Maxi 45 tours le 3 mai 2019.

La pochette en noir et blanc, signée par Jean-Baptiste Mondino, présente une photo de la chanteuse en gros plan, fixant l'objectif et se mordant la main.

### Critiques
- « Une chanson accrocheuse à souhait. »[5]
- « Un titre positif et plein d'espoir. Mylène désobéit, en premier lieu, à ses propres démons mais reste en phase avec elle-même. »[6]
- « Un refrain aérien. »[7]
- « On y retrouve la manière des grandes heures de Mylène Farmer avec Laurent Boutonnat  : voix chorale, cordes, orchestrations fournies, lisibilité de l’accroche rythmico-mélodique. »[8]
- « Le penchant de l'artiste pour l'électro-pop, datant de l'ère Point de suture, fait un retour en force avec la chanson-titre Désobéissance, d'ores et déjà la favorite du public. »[9]

## Vidéo-clip

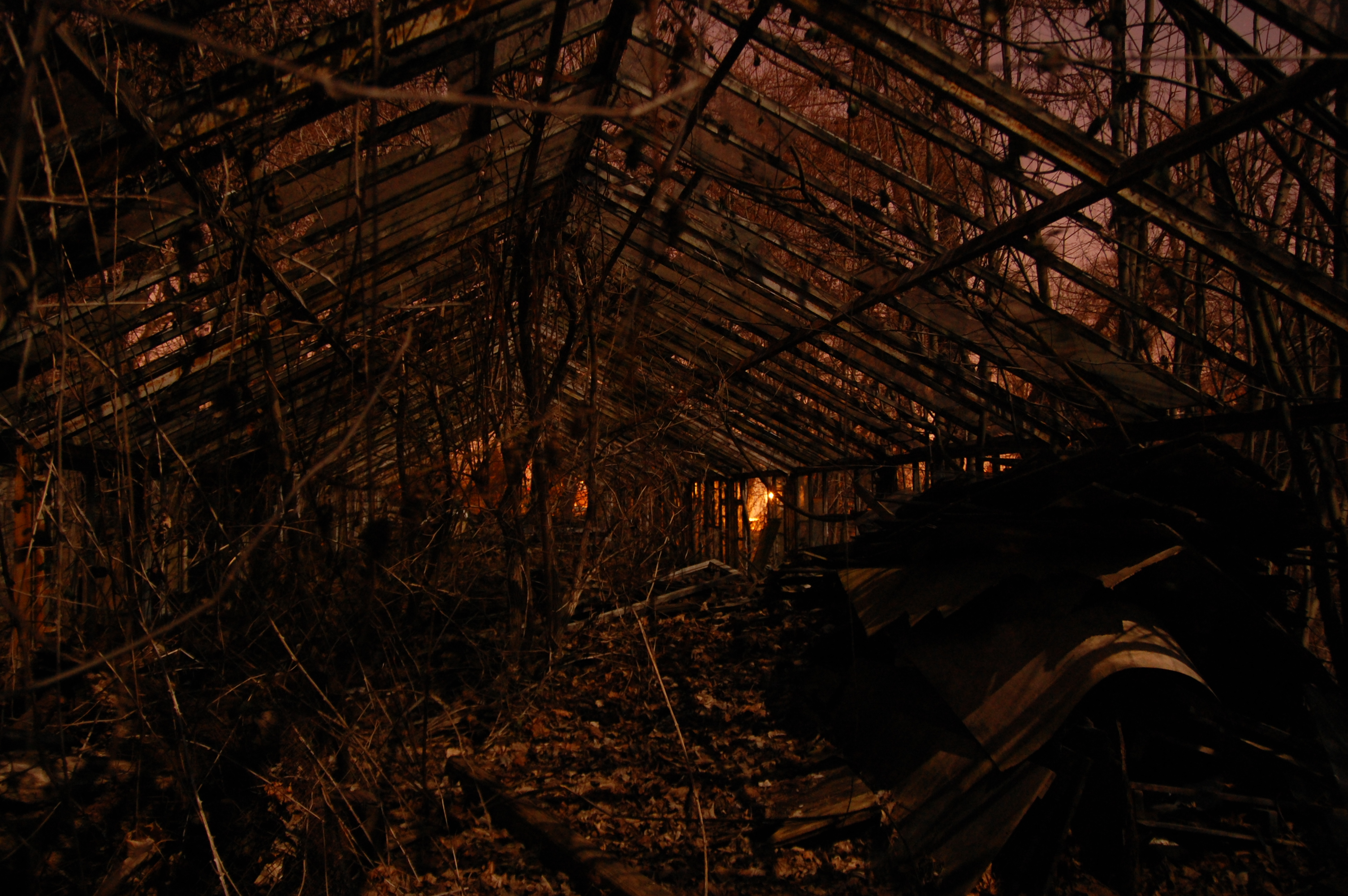
Le clip est tourné de nuit dans une serre abandonnée.

Réalisé par Bruno Aveillan (qui avait déjà réalisé les clips Dégénération, Si j'avais au moins... et Stolen Car), le clip présente la chanteuse dans une serre abandonnée, de nuit. 
Évoluant au milieu de mauvaises herbes qui semblent prendre vie une fois la nuit tombée, Mylène Farmer reprend ainsi l'image d'une formule que lui avait adressée sa propre mère lorsqu'elle était enfant : « Ma petite, tu es comme la mauvaise herbe, et la mauvaise herbe ne meurt jamais ! ». 
Elle avait déjà évoqué cette image dans le texte de Je t'aime mélancolie en 1991.
Un des derniers plans du clip reproduit la photo de Jean-Baptiste Mondino ayant servi de pochette pour l'album Désobéissance.
Les tenues de la chanteuse sont signées par Olivier Theyskens.

### Sortie et accueil
Le clip est diffusé pour la première fois le 28 novembre 2018. 
- « Un clip dark, sexy et à l’esthétisme irréprochable. »[12]
- « Cette réalisation signée Bruno Aveillan reprend le thème du clair-obscur si cher à l'univers graphique de Mylène Farmer, de pair avec les paroles. »[13]
- « Dans ce clip (esthétiquement parfait), Mylène Farmer s’illustre entre ombre et lumière, un thème qu’elle connait bien. »[14]

## Promotion
Mylène Farmer n'effectue aucune promotion pour la sortie de ce single.

## Classements hebdomadaires
Alors qu'il n'est pas encore choisi comme single, le titre parvient à se classer à la 39e place des téléchargements dès la sortie de l'album le 28 septembre 2018.
Lors de sa sortie physique le 3 mai 2019, Désobéissance se hisse à la première place des ventes en France.
| Classements (2018-2019)                               | Meilleure position |
| ----------------------------------------------------- | ------------------ |
| France (Ventes)                                       | 1                  |
| France (Téléchargements)                              | 32                 |
| France (Top Mégafusion) (Streaming + Téléchargements) | 16                 |
| France (TV)                                           | 38                 |

## Liste des supports
| A1. | Désobéissance                                 | 3:59 |
| A2. | Désobéissance (Sylvain Armand Remix Extended) | 4:07 |
| A3. | Désobéissance (Lude Remix)                    | 3:39 |
| B1. | Désobéissance (Swindlers Remix Extended)      | 5:08 |
| B2. | Désobéissance (Mico C Remix Extended)         | 5:22 |
| B3. | Désobéissance (instrumental)                  | 3:59 |

## Crédits
- Paroles : Mylène Farmer
- Musique : Léon Deutschmann
- Production et mixage : Kimotion
- Enregistrement voix : Jérôme Devoise
- Studio d'enregistrement : Studio Guillaume Tell
- Éditions : Stuffed Monkey[22]

## Interprétations en concert
Désobéissance n'a jamais été interprété en concert.

## Albums et vidéos incluant le titre

### Albums de Mylène Farmer
| Année | Album         | Version                                     | Durée | Certifications de l'album |
| 2018  | Désobéissance | Version Album Instrumental (réédition 2023) | 3:59  | 2 × Platine               |
| 2020  | Histoires de  | Version Album                               | 3:59  | Platine                   |

### Vidéos de Mylène Farmer
| Année | Vidéo                             | Version    | Durée | Certifications de la vidéo |
| 2021  | Les clips - L'intégrale 1999-2020 | Vidéo-clip | 4:19  | -                          |